# دوري غويانا لكرة القدم 2013–14
دوري غويانا لكرة القدم 2013–14 هو الموسم 14 من دوري غويانا لكرة القدم ‏. كان عدد الأندية المشاركة فيه 16، وفاز فيه Alpha United FC ‏.